# Bara Challenger
Il Bara Challenger è stato un torneo professionistico di tennis giocato su campi in terra rossa. Faceva parte dell'ATP Challenger Series. Si giocava annualmente a Bara in Spagna.

## Albo d'oro

### Singolare
| Anno | Campione     | Finalista     | Punteggio |
| ---- | ------------ | ------------- | --------- |
| 1981 | Bruce Derlin | Richard Lewis | 7-6, 6-3  |

### Doppio
| Anno | Campioni                | Finalisti                        | Punteggio     |
| ---- | ----------------------- | -------------------------------- | ------------- |
| 1981 | Jiří Hřebec Pavel Hutka | Ángel Giménez Jairo Velasco, Sr. | 7-5, 4-6, 9-7 |